# Diane Towler
Diane Towler-Green (ur. 16 grudnia 1946 w Londynie) – brytyjska łyżwiarka figurowa, startująca w parach tanecznych z Bernardem Fordem. 4-krotna mistrzyni świata (1966–1969), 4-krotna mistrzyni Europy (1966–1969) oraz 4-krotna mistrzyni Wielkiej Brytanii (1966–1969). Po zakończeniu kariery w 1969 roku Towler i Ford występowali w rewiach tanecznych przez dwa lata, a następnie Towler została trenerką par tanecznych w Streatham.
Towler i Ford są uznawani za jednych z pionierów nowoczesnego stylu w konkurencji par tanecznych, gdyż przypisuje się im wprowadzenie do tańców podnoszeń tanecznych, twizzli i piruetów.
11 maja 1984 roku urodziła bliźniaczki Candice i Philippę. Obie córki trenowały łyżwiarstwo pod okiem matki i startowały w parach tanecznych na arenie międzynarodowej.

## Osiągnięcia
Z Bernardem Fordem
| Zawody                        | 63–64          | 64–65          | 65–66          | 66–67          | 67–68          | 68–69          |                |                |                |                |                |                |                |                |                |                |                |
| Międzynarodowe                | Międzynarodowe | Międzynarodowe | Międzynarodowe | Międzynarodowe | Międzynarodowe | Międzynarodowe | Międzynarodowe | Międzynarodowe | Międzynarodowe | Międzynarodowe | Międzynarodowe | Międzynarodowe | Międzynarodowe | Międzynarodowe | Międzynarodowe | Międzynarodowe | Międzynarodowe |
| ----------------------------- | -------------- | -------------- | -------------- | -------------- | -------------- | -------------- | -------------- | -------------- | -------------- | -------------- | -------------- | -------------- | -------------- | -------------- | -------------- | -------------- | -------------- |
| Mistrzostwa świata            | 13             | 4              | 1              | 1              | 1              | 1              |                |                |                |                |                |                |                |                |                |                |                |
| Mistrzostwa Europy            |                | 4              | 1              | 1              | 1              | 1              |                |                |                |                |                |                |                |                |                |                |                |
| Krajowe                       |                |                |                |                |                |                |                |                |                |                |                |                |                |                |                |                |                |
| Mistrzostwa Wielkiej Brytanii |                | 3              | 1              | 1              | 1              | 1              |                |                |                |                |                |                |                |                |                |                |                |

## Nagrody i odznaczenia
- Światowa Galeria Sławy Łyżwiarstwa Figurowego – 1993[4]